# الفرار من الحب (مسلسل)
الفرار من الحب مسلسل درامي مصري، أُنتج عام 2000 من إخراج مجدي أبو عميرة و محمد الرشيدي وتمثيل آثار الحكيم و كمال أبو رية و رياض الخولي.

## القصة
تدور أحداث المسلسل في إطار اجتماعي درامي، حول صراع قائم بين أفراد عائلة على امتلاك قطعة أرض لبيعها بثمن مرتفع، والمشاكل العائلية التي سوف تحدث بسبب الأرض، حيث ترادفت أكثر من مشكلة اجتماعية وعائلية حول بيع الأرض بين أفراد العائلة بعضهم وبعض، والحياة في الصعيد المصري والعلاقات الاجتماعية المحكومة بالعادات مثل الثأر .

## طاقم التمثيل
- آثار الحكيم في دور د. سهام / خواطر
- كمال أبو رية في دور حجاج
- رياض الخولي في دور زكريا
- روجينا في دور فُتنة، شقيقة زكريا
- عبير صبري في دور الراقصة نواعم
- عبد الله فرغلي في دور العمدة بركات التهامي، والد زكريا
- عايدة عبد العزيز في دور دهب، والدة زكريا
- سميرة عبد العزيز في دور روايح
- جمال إسماعيل في دور الشيخ عابد، والد حجاج
- صلاح رشوان في دور الضابط سراج
- ناهد رشدي في دور د. نجوى، صديقة د. سهام
- هياتم في دور فواكه، خالة نواعم
- أميرة العايدي في دور زينات، صديقة فُتنة